# Pancratium arabicum
Pancratium arabicum là một loài thực vật có hoa trong họ Amaryllidaceae. Loài này được Sickenb. mô tả khoa học đầu tiên năm 1895.